# Station Kościerzyna
Station Kościerzyna is een spoorwegstation in de Poolse plaats Kościerzyna.